# Atentado fallido de Cornellá de Llobregat de 2018
El lunes 20 de agosto de 2018, un hombre fue abatido por una moza de escuadra en el vestíbulo de la comisaría en Cornellá de Llobregat (provincia de Barcelona). El abatido tenía como objetivo apuñalar a la gente. El incidente fue tratado como un "atentado terrorista aislado".

## Antecedentes
Como principal antecedente de un ataque terrorista en la ciudad de Barcelona, fueron los atentados de Cataluña de 2017 que dejaron al menos 16 muertos y más de 150 heridos. Antes de ello, España había sufrido una serie de atentados en 2004 en diversos puntos de la red de Cercanías de Madrid dejando 193 muertos y más de 1800 heridos.
Y antes del 11M, se produjo el Atentado del restaurante El Descanso en 1985.
Por otro lado, hablando de detenciones de yihadistas en España, desde los atentados del 11M en Madrid (marzo de 2004), hasta los hechos ocurridos en Cornellá (agosto de 2018), las fuerzas de seguridad detuvieron en España a 770 personas y a otras 102 en operaciones en otros países relacionados con células yihadistas. Según datos del Ministerio del Interior, esos arrestos tuvieron lugar en 253 operaciones policiales llevadas a cabo en España y 35 fuera de territorio español. Ahora, se contabiliza que desde los atentados en Cataluña (agosto de 2017) hasta ataque en Cornellá (agosto de 2018), es decir, en un año, el número de detenidos es de 41.

## Incidente

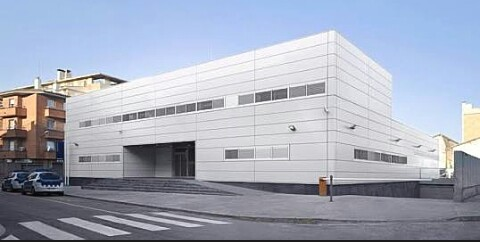
Comisaría de los Mozos d'Esquadra en Cornellá; lugar del atentado

A las 5:45 del lunes 20 de agosto de 2018, un hombre llamó insistentemente a las puertas de la comisaría de los Mossos d'Esquadra, en Cornellá de Lobregat, con el objetivo de "hacer una consulta". Una agente que estaba en la entrada le abrió la puerta de la comisaría y acto seguido el hombre se abalanzó sobre ella gritando "Allahu Akbar" (Alá es grande) y otras expresiones en árabe, sosteniendo un gran cuchillo con el objetivo de apuñalarla. La agente sacó su arma y disparó contra el atacante quitándole la vida.
Horas más tarde, la policía catalana anunció que el incidente era investigado como atentado terrorista aislado debido a las pronunciaciones árabes del atacante, su objetivo homicida y el nivel de alerta terrorista en España.
El Estado Islámico pidió en un comunicado, tres días antes del ataque en Cornellá, atentar y matar policías españoles, con una imagen de los Mozos de Escuadra.

## Perpetrador

### Datos personales
El atacante fue identificado por la policía como Abdelouahab Taib, de 29 años de edad y de origen argelino. Llevaba viviendo alrededor de dos años en España. Por otro lado, la exesposa del atacante dijo a la policía que Taib era homosexual y de religión musulmana y que dicha orientación sexual era el motivo de la separación de ambos en 2017. También mencionó que tenía intenciones suicidas.

### Motivación
La ex cónyuge de Abdelouahab Taib, mencionó a la policía catalana que el atacante podría haber perpetrado el atentado encubriendo un posible suicidio. Este "suicidio" estaría motivado por su vergüenza de ser homosexual siendo de religión musulmana. Sostuvo su teoría mencionando que en varias ocasiones, el sospechoso le había dicho a ella que tenía la intención de suicidarse.
Sin embargo, los Mozos d'Esquadra dieron a conocer que Abdelouahab Taib visionó vídeos de producción yihadista en fechas recientes anteriores al ataque. Dos fueron recuperados de la memoria de su móvil durante el registro de su vivienda. Se trata de un antiguo vídeo de Al-Qaeda y unas imágenes del Estado Islámico sobre las consecuencias de los bombardeos a población musulmana. Actualmente, el motivo del ataque se encuentra bajo investigación.

## Reacciones y consecuencias[6]

### Seguridad
- El portavoz del SPC, David Miquel, pidió al consejero de Interior, Miquel Buch, que adopte medidas urgentes para garantizar la seguridad de los agentes y de las comisarías. Asimismo, pidió que todos los Mozos utilicen pistolas eléctricas.
- La policía catalana ordenó cerrar por seguridad la comisaría atacada.
- Los Mozos d'Esquadra evacuaron a algunas viviendas vecinas al lugar donde residía el atacante y también establecieron un perímetro de seguridad en algunas calles alrededor del lugar. Todo lo anterior, en el barrio de San Idelfonso.
- Quim Torra, presidente de la Generalidad de Cataluña, presidió, acompañado por el consejero de Interior, Miquel Buch, la reunión del Gabinete Antiterrorista, que se celebró en la sede del departamento de Interior en la ciudad de Barcelona.
- El Ministerio del Interior español acordó mantener la alerta terrorista en nivel 4 en una escala de 5.
- La policía de Cataluña decidió poner en marcha el plan de autoprotección para todos los Mozos.
- El Ministerio del Interior Español adelantó la Mesa de Valoración de Amenaza Terrorista.
- Los sindicatos de Mozos de Escuadra Fepol, SME y Uspac, por su parte, pidieron más efectivos y seguridad en las comisarías.
- El Centro de Investigación contra el Terrorismo y el Crimen Organizado (Citco) anunció una reunión extraordinaria para el 21 de agosto, en Madrid.

### Ayuda
- La delegada del Gobierno español en Cataluña, Teresa Cunillera, anunció la ayuda de la Guardia Civil y de la Policía Nacional (ambas de España).
- El director general de la Policía Nacional de España, Francisco Pardo, se puso en contacto con el director general de los Mozos de Escuadra, Andreu Martínez, a quien le ofreció colaboración.
- La Audiencia Nacional española asumió la investigación, juntamente con los Mozos de Escuadra, del ataque.

### Otras reacciones
- La ministra de Defensa, Margarita Robles, destacó en una entrevista "el trabajo conjunto y silencioso" que se está haciendo entre las Fuerzas y Cuerpos de Seguridad del Estado, incluidos los Mozos de Escuadra, para luchar contra el terrorismo".
- Los vecinos de Taib mostraron su asombro al ataque a través de diversos medios españoles.
- La entidad naranja, a través de su secretario general, José Manuel Villegas, trasladó el apoyo de su partido "a las fuerzas y cuerpos de seguridad del Estado" y mostró su condena y rechazo al ataque. También trasladó su agradecimiento a "todos los que trabajan por defender la democracia" y "ponen en riesgo su vida por ello".
- En el comunicado, la alcaldía de Cornellá lamentó "que se hayan producido estos hechos, y como consecuencia su resultado letal". Además pidió prudencia y respeto ante la investigación: "No queremos precipitarnos en valorar las causas", expresaba el texto. De igual forma, envió un mensaje de tranquilidad a la ciudadanía y dijo que el suceso "en ningún caso afecta a la convivencia ni pone en riesgo la normalidad" de Cornellá. También ofreció todos los recursos y servicios municipales para garantizar la convivencia y se puso a disposición de los Mozos de Escuadra y los responsables de la investigación policial y judicial. Expresó también que creen que se trata de un "acontecimiento aislado" y que "no romperá la convivencia" en la ciudad.
- El sindicato mayoritario de la Ertzaintza, condenó el ataque terrorista y reclamó al departamento de Seguridad mantener las mamparas blindadas en las comisarías y dotarse de pistolas eléctricas.
- El presidente de la Generalidad de Cataluña, Quim Torra, mostró su apoyo total a los Mozos de Escuadra.
- El Partido Popular anunció, a través de la cuenta de Twitter de Pablo Casado, una convocatoria para el pacto antiyihadista con el "objetivo de analizar el ataque y el nivel de amenaza terrorista en España".
- El consejero del Interior, Miquel Buch, felicitó a los agentes por su rápida intervención y neutralización del atacante.